# Fritz Westphal
Fritz Westphal (Pseudonym Peter Stephan, * 7. März 1921 in St. Magnus, Bremen) ist ein deutscher Schriftsteller und Übersetzer.

## Leben
Fritz Westpahl wuchs auf in Bederkesa. Er war als Verlagslektor, Journalist und Übersetzer tätig. Ab 1999 lebte er in Worpswede.
Fritz Westphal ist Verfasser von Jugendbüchern und regionalkundlichen Werken. Daneben übersetzte er schwedische Jugendbuchautoren ins Deutsche; das von ihm übersetzte Buch Wickie und die starken Männer von Runer Jonsson wurde 1965 mit dem Deutschen Jugendbuchpreis ausgezeichnet.

## Werke
- Stephan. Bielefeld [u. a.] 1950.
- Michael. Braunschweig [u. a.] 1951.
- Station Eismitte. Reutlingen 1952.
- mit Hildegard Westphal: Geschichten aus Tausendundeiner Nacht. Hamburg 1957.
- Pelle, Berlin-Grunewald. 1958.
- Tongatabu. Stuttgart 1958.
- Die Alster. Hamburg [u. a.] 1961.
- Wägen und Wiegen. Frankfurt am Main [u. a.] 1971.
- mit Rolf Metzing, Johann Schriefer: Grasberg. Osterholz-Scharmbeck 1978.
- mit Klaus Dede, Wolf-Dietmar Stock: Kleiner Worpswede-Führer. Fischerhude 1982.
- Philemons Haus. Bremen 1983.
- mit Horst Wöbbeking: Worpsweder Tagebuch. Fischerhude 1983.
- mit Horst Wöbbeking: Land und Leute. Osterholz 1984.
- mit Horst Wöbbeking: Stromlandschaften. Die Weser. Worpswede 1985.
- mit Horst Wöbbeking: Stromlandschaften. Die Wilstermarsch. Worpswede 1986.
- mit Peter Rabenstein: Hans Am Ende. Fischerhude 1988.

## Herausgeberschaft
- mit Richard Bamberger, Fritz Brunner: Die Kinderwelt von A bis Z. Reutlingen 1954.
- mit Gerda Böse: Marianne Körber: Heimat am Bananal. Hamburg 1956.
- Peter Rabenstein: Jan von Moor. Fischerhude 1982.

## Übersetzungen
- Hans Peterson: Als wir eingeschneit waren. Hamburg 1960.
- Hans Peterson: Ein Löwe im Haus. Hamburg 1961.
- Hans Peterson: Unser Schweinchen im Regen. Hamburg 1961.
- Hans Peterson: Jonas geht aus. Hamburg 1962.
- mit Hildegard Westphal: Ǻke Holmberg: Herrn Olssons Galoschen. Hamburg 1962.
- mit Hildegard Westphal: Hans Peterson: Komm mit mir, kleine Bronx. Hamburg 1962.
- mit Hildegard Westphal: Runer Jonsson: Wickie und die starken Männer. Stuttgart 1964.
- mit Hildegard Westphal: Jacob Bech Nygaard: Tobias Zaubermaus. Hamburg 1965.
- mit Hildegard Westphal: Runer Jonsson: Wickie und die Blauschwerter. Stuttgart 1966.
- mit Hildegard Westphal: Barbro Lindgren: Ole, Pelle und Brötchen. Hamburg 1966.
- Gunvor Hakansson: Spuk im Park. Hamburg 1966.
- mit Hildegard Westphal: Runer Jonsson: Wickie und die großen Drachen. Stuttgart 1967.
- mit Hildegard Westphal: Runer Jonsson: Wickie und die Rothäute. Stuttgart 1968.
- mit Hildegard Westphal: Barbro Lindgren: Schätze in Oles Koffer. Hamburg 1968.
- mit Hildegard Westphal: Max Lundgren: Runde Sache in Högberg. Aarau [u. a.] 1969.
- mit Hildegard Westphal: Runer Jonsson: Wickie und das hölzerne Pferd. Stuttgart 1973.
- mit Hildegard Westphal: Runer Jonsson: Wickie und die Stadt der Tyrannen. Stuttgart 1976.
- mit Gabriela Chiorali: Andy Kessler: Das kleine große Abenteuer. Stuttgart 1976.

| Personendaten    | Personendaten                           |
| ---------------- | --------------------------------------- |
| NAME             | Westphal, Fritz                         |
| ALTERNATIVNAMEN  | Stephan, Peter (Pseudonym)              |
| KURZBESCHREIBUNG | deutscher Schriftsteller und Übersetzer |
| GEBURTSDATUM     | 7. März 1921                            |
| GEBURTSORT       | St. Magnus, Bremen                      |